# Manasija
Manasija (serbo: Манасија) è uno dei monasteri più importanti della cultura medioevale serba ed appartiene alla cosiddetta "Scuola di Morava" (Moravska skola). È stato fondato dal despota serbo Stefan Lazarevic fra il 1407 ed il 1418. Subito dopo la sua fondazione, Manasija è diventato uno dei centri culturali della regione. La sua "Scuola di Resava" era famosa per le proprie traduzioni e le copie di antichi manoscritti sia slavi sia latini sia greci. Anche dopo la caduta del despota è rimasta famosa in tutto il XV e XVI secolo.